# Marie Toussaint
Marie Toussaint (Lilla, França, 27 de maig de 1987) és una jurista i política francesa. Experta en dret internacional del medi ambient i militant ecologista, va cofundar l'associació Notre affaire à tous. Impulsora de la campanya l'Affaire du siècle, fou elegida diputada europea el mes de maig del 2019 amb la llista Europe Écologie-Les Verts. A l'octubre del 2020 el Parlament Europeu la va designar com a ponent de la petició d'empara de l'eurodiputat català, i 130è President de Catalunya, Carles Puigdemont.